# Siligir
Siligir (rusky Силигир, jakutsky Силигир) je řeka v Jakutské republice v Rusku. Je 344 km dlouhá. Povodí má rozlohu 13 400 km².

## Průběh toku
Pramení na Středosibiřské vysočině a skrze ní protéká. Je to pravý přítok řeky Oleňok.

## Vodní stav
Zdroj vody je sněhový a dešťový. Průměrný průtok vody v ústí činí 70 m³/s. Zamrzá na začátku října a rozmrzá ve druhé polovině května.